# Manifiesto de la anarquía

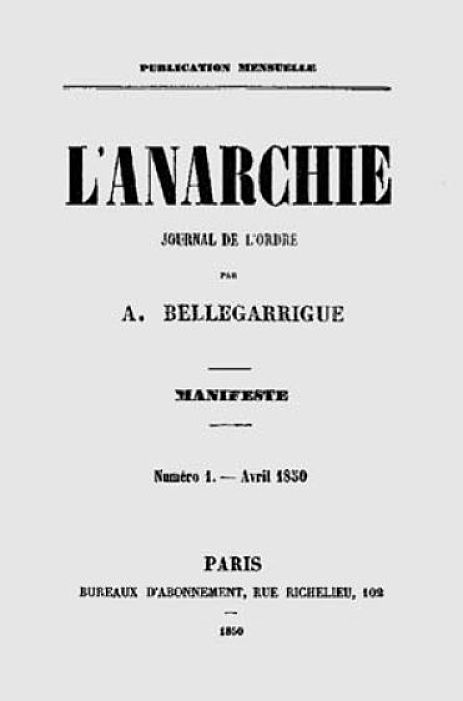
Ejemplar del primer manifiesto anarquista.

El Manifiesto de la anarquía (Manifeste de l’Anarchie), también conocido como El primer manifiesto anarquista, es una obra en idioma francés de Anselme Bellegarrigue, destaca por ser el primer manifiesto del anarquismo. Fue escrito en 1850 y publicado en el primer número de su efímero periódico L'anarchie, journal de l'ordre, diez años después de que Pierre-Joseph Proudhon se convirtiera en la primera persona autoproclamada anarquista con la publicación de ¿Qué es la propiedad?.
En él, aboga por ignorar al Estado y a los partidos políticos, llama a ejercer la soberanía individual, aboga por un sistema político democrático basado en administraciones locales de libre adhesión y cooperación, y defiende una economía de mercado popular y antimonopólica contra las élites y el gobierno.